# Нівкі-Ксьонженце (Нижньосілезьке воєводство)
Нівкі-Ксьонженце (пол. Niwki Książęce, нім. Fürstlich Niefken) — село в Польщі, у гміні Мендзибуж Олесницького повіту Нижньосілезького воєводства.
Населення — 258 осіб (2011).
У 1975-1998 роках село належало до Каліського воєводства.

## Демографія
Демографічна структура станом на 31 березня 2011 року:
|          | Загалом | Допрацездатний вік | Працездатний вік | Постпрацездатний вік |
| -------- | ------- | ------------------ | ---------------- | -------------------- |
| Чоловіки | 123     | 24                 | 91               | 8                    |
| Жінки    | 135     | 36                 | 78               | 21                   |
| Разом    | 258     | 60                 | 169              | 29                   |